# Famille Frangié
Cette page explique l’histoire ou répertorie les différents membres de la famille Frangié.
La famille Frangié (فرنجية : « franque », c'est-à-dire « occidentale » en arabe) est une des plus grandes familles du Liban. Ils ont joué un grand rôle dans l'histoire du Liban. C'est une famille maronite originaire de Zghorta.
- Kabalan Frangié, gouverneur du district de Zghorta. Père de Kabalan Soleimane.
- Kabalan Soleimane Frangié, député au parlement libanais. Père de Soleimane et de Hamid, fils de Kabalan.
- Hamid Frangié (1907-1981), député au parlement libanais, Fils de Kabalan Soleimane et frère de Soleimane.
- Soleimane Frangié (1910-1992), président de la République libanaise de 1970 à 1976. Père de Tony, fils de Kabalan Soleimane et frère de Hamid.
- Tony Frangié (1939-1978), homme politique libanais fondateur de la brigade Marada. Père de Sleiman et de Jihane, fils de Soleimane.
- Vera Frangié (morte en 1978), tuée avec son mari. Femme de Tony et mère de Jihane et de Sleiman.
- Jihane Frangié (1972-1978), tuée enfant avec son père Tony. Fille de Tony, sœur de Sleiman.
- Sleiman Frangié (né en 1965), homme politique libanais chef de la brigade Marada. Fils de Tony, frère de Jihane.
- Samir Frangié (1945-2017), député au parlement libanais, cofondateur de Kornet Chehwane. Fils de Hamid, neveu de Soleimane.
- Bassam Frangié (1950-), érudit contemporain palestinien de la littérature et la culture arabe, et professeur d'université.